# Prix Pomerantchouk
Le prix Pomerantchouk est une récompense internationale en physique théorique décernée annuellement depuis 1998 par l'Institut de physique théorique et expérimentale à Moscou en mémoire d'Isaac Pomerantchouk qui a fondé le département de physique théorique de l'institut avec Lev Landau.

## Lauréats
Source : Institut de physique théorique et expérimentale.  
- 2022 : Luciano Maiani et Irina Arefieva (ru)
- 2021 : Larry McLerran (de) et Alexeï Starobinski
- 2020 : Sergio Ferrara et Mikhaïl Andreïevitch Vassiliev (ru)
- 2019 : Roger Penrose et Vladimir Stepanovitch Popov
- 2018 : Giorgio Parisi et Lev Pitaïevski (en)
- 2017 : Igor Klebanov (en) et Iouri Kagan (de)
- 2016 : Curtis J. Callan et Iouri Simonov (de)[3]
- 2015 : Stanley J. Brodsky (en) et Viktor Fadine (en)[4]
- 2014 : Leonid Keldych (en) et Alexandre Zamolodtchikov
- 2013 : Mikhaïl Schifman (en) et Andreï Slavnov (de)
- 2012 : Juan Martín Maldacena et Spartak Beliaïev (en)
- 2011 : Heinrich Leutwyler (de) et Semion Gerstein (en)
- 2010 : André Martin et Valentin Zakharov (de)
- 2009 : Nicola Cabibbo et Boris Ioffe (de)
- 2008 : Leonard Susskind et Lev Okun
- 2007 : Alexandre Belavine et Yoichiro Nambu
- 2006 : Vadim Kouzmine et Howard Georgi
- 2005 : Iossif Khriplovitch (en) et Arkadi Weinstein (en)
- 2004 : Alexandre Andreïev (en) et Alexandre Poliakov
- 2003 : Valeri Roubakov (de) et Freeman Dyson
- 2002 : Ludvig Faddeev et Bryce DeWitt
- 2001 : Lev Lipatov (en) et Tullio Regge
- 2000 : Evgueni Feinberg (en) et James Daniel Bjorken (en)
- 1999 : Karen Ter-Martirossian (en) et Gabriele Veneziano
- 1998 : Alexandre Akhiezer et Sidney Drell